# Cebollitas
Cebollitas este o telenovelă argentiniană care a fost difuzată în anul 1997-1998 de canalul de televiziune Telefe. Carlos Moreno și Carmen Barbieri au fost actorii principali.

## Distribuție
| Rol                                     | Actor                                     |
| --------------------------------------- | ----------------------------------------- |
| Roque Javier Lucero                     | Carlos Moreno                             |
| Mercedes "Mecha" Batista                | Carmen Barbieri                           |
| Beatriz "Betty" Lucero                  | Margarita Ros                             |
| Alfonso Pascutti (răufăcător principal) | Andrés Vicente                            |
| Rómulo Maldini                          | Gino Renni                                |
| Verónica                                | Beatriz Spelzini                          |
| Angelito                                | Alfonso Pícaro                            |
| Ana Cisneros                            | Ana María Casó                            |
| Cecilia                                 | Juanita Martínez                          |
| Laura de Cuciuffo                       | Marisa Carreras                           |
| Rogelio Cuciuffo                        | Agustín Lozano                            |
| Dolly de Caconi                         | Andrea Gilmour                            |
| Reinaldo Estévez                        | Carlos Brown                              |
| Angélica "Vichi" de Pastaciotti         | Chela Cardalda                            |
| Miguel González                         | Emilio Bardi                              |
| Tony                                    | Héctor Canosa                             |
| Don Arturo Batista                      | Jorge Velurtas                            |
| Víctor Pastaciotti (Don Víctor)         | José María López                          |
| María                                   | María Nydia Ursi                          |
| Rudy Caconi                             | Marcelo Serre                             |
| Lito                                    | Maximiliano Ghione                        |
| Valeria Maldini                         | Mercedes Funes                            |
| Johnny la Hiena                         | Miguel Paludi                             |
| Finita                                  | Pía Uribelarrea                           |
| Guillermo "Guille" Cisneros             | Tony Lestingi                             |
| "Cholo" Metralla                        | Alejandro Müller                          |
| Leticia                                 | Luciana Baddouh                           |
| Mariana                                 | Laura Santana                             |
| Dover/Doverman                          | Alejandro Astrada                         |
| Gastón Estévez                          | Axel Marazzi                              |
| Lucas                                   | Axel Puricelli                            |
| Diego "Gamuza" Cucciufo                 | Brian Caruso                              |
| Roberto/Robertito                       | Damian Scigliano                          |
| Manuel Victoriano "Bocha" Pastaciotti   | Dante Rodríguez                           |
| Juan Pablo "Colo" Batista               | Diego Vicos                               |
| Diego Lucero                            | Federico Dialuce                          |
| Brian Pérez                             | Pedro Castagna                            |
| Ignacio "Nacho" Tomé                    | Fernando Govergun                         |
| Jonathan                                | Gianfranco Di Menna                       |
| "Tachuela" Tomé                         | Horacio Formoso                           |
| Petaca                                  | Javier Heit                               |
| Emiliano                                | Jonás Rossi                               |
| Felipe                                  | Juan Carlos Losasso                       |
| Miguel "Coqui" González                 | Juan Gabriel Yacuzzi                      |
| Dogo                                    | Adrián Barraza                            |
| Hipólito Arquímedes Pedutto             | Leonardo Centeno                          |
| Gustavo Adolfo "Rata" Cuciuffo          | Luciano Perucho                           |
| Sammy                                   | Marcelo Italiano                          |
| Tomás                                   | Martin Miani                              |
| Axel                                    | Matías Boquete                            |
| Pipo                                    | Mauro Dolce                               |
| Federico "Fede" López                   | Maximiliano López                         |
| Fantasmita (Mică fantomă)               | Nahuel López                              |
| Vasco / Sergio                          | Ramiro Rodríguez                          |
| Juampi                                  | Rodrigo Furno                             |
| Tyson                                   | Martín Drogo                              |
| Bambi                                   | Pablo Bari                                |
| Tuerca                                  | Rodrigo González                          |
| Carmen "Carmencita" González            | Adriana Elizabeth Togneri                 |
| Lolita Metralla                         | Agustina Ferrari                          |
| Vicky                                   | Aldana García Soler                       |
| Yasmina                                 | Daiana Cincunegui                         |
| Sofía Daniela                           | Dalma Maradona (Fiica lui Diego Maradona) |
| Natalia "Naty" Maldini                  | Daniela Nirenberg                         |
| Agustina "La Limonera"                  | Eliana González                           |
| Irina Pascutti                          | Gisele Benoldi                            |
| Tatiana                                 | Ingrid Wolnowich                          |
| Marilú                                  | Maia Ravicovich                           |
| Andrea Noemi Cuciuffo                   | Margarita Marceca                         |
| Luciana Estévez                         | María Florencia De Miguel                 |
| Roxana                                  | Mariana Rubio                             |
| Mariela "Maru" Cisneros                 | Marianela Pedano                          |
| Verónica "Vero" Cisneros                | Solange Verina                            |
| Cristina                                | Sofía Cal                                 |
| Florencia                               | Lola Bezerra                              |
| Estela                                  | Cecilia Curutchet                         |